# 高座豚
高座豚（こうざぶた、こうざとん）とは、ブランド豚、銘柄豚肉のひとつで神奈川県綾瀬市、藤沢市を中心として生産され、加工品中心で販売されている。品種としては、イギリスヨークシャー地方原産の白色小型種（中ヨークシャー種）に由来する。
神奈川県の「かながわの名産100選」「かながわブランド」に選定されているが、東京の食品会社が商標登録している。

## 概要
かつて旧高座郡地域で飼育されていた品種は、横浜港開港に伴う外国人居留地の豚肉需要に応えるため、居留地近隣農家で肥育された食用豚が起源とされる。
富士山火山灰主体の土壌で構成される相模中部、特に台地の高座郡地域は稲作に不向きで畑作中心であり、特にサツマイモの生産が盛んだった。このため、イモから生産されるアルコールやデンプンの残渣や野菜屑を飼料にできて堆肥も採れる養豚が、副収入源として有望視された。
明治中期以降の富国強兵策の一環として、動物性タンパク質の供給源となる畜産農業が推奨され、高座郡でも養豚が盛んとなった。また、関東大震災後の養豚ブームもあり、昭和初期にはその食味・肉質の良さから高座豚として薩摩黒豚と並んで全国的に知られるようになり、戦後のピーク時には3000頭前後の飼育がされていた。
ところが、1950年代後半から大量生産・大量消費の高度成長時代では、小型で肉量が少なく、病害に弱いうえ生育期間も長い高座豚は次第に敬遠され、ランドレース種など、大型で生育が早い品種への転換が図られるようになり、神奈川県の農業生産自体の衰退も加わって、1970年代半ばにはほぼ絶滅し、「幻の豚」といわれるようになった。

## ブランドとしての復活
現在の高座豚は、1985年に地元養豚家らが農事組合法人を設立し、品種改良を重ねて復活させたもの。無菌飼育を行っている。
事業開始に先立ち再びヨークシャー種を導入したが、原産地のイギリスでも純粋種は消滅し、品種登録書が付いた個体も約200頭しかいなかったという。
これに大ヨークシャー種やランドレース種を掛け合わせて体型の向上を図ったり、繁殖・肥育管理の充実を計るなどして高級品として評価を確立することに成功した。生産農家が限られるため流通量も少なく、特に精肉としてはほとんど供給されていない。
「肉質がきめ細かく柔らかで脂の質が良く、旨みが多いのが特徴」とされ、特に脂（白身肉とも）が白く厚い。例えば肋肉の断面を見ると半分以上を占めている。